# Harald Wolff (Dramaturg)
Harald Wolff (* 20. Jahrhundert) ist ein deutscher Dramaturg.

## Leben
Wolff studierte Germanistik und Philosophie an der Georg-August-Universität Göttingen. Es folgten Assistenzen bei Werner Schroeter, Kay Voges, Marcus Lobbes, Thomas Krupa und Konstanze Lauterbach.
Zwischen 2003 und 2007 inszenierte er in der Freien Szene und an Stadttheatern in Düsseldorf am FFT, in Oberhausen, Augsburg und Münster.
Zur Spielzeit 2007/08 wurde er für zwei Jahre Chefdramaturg am Rheinischen Landestheater Neuss. In der Spielzeit 2009/10 war er Dramaturg für alle Sparten am Staatstheater Braunschweig. In der Spielzeit 2009/10 war er als Dramaturg am Landestheater Tübingen unter Vertrag.
Ab 2011 war er für fünf Jahre Dramaturg für alle Kunstgattungen am Theater Aachen beschäftigt. Dort arbeitete er mit Regisseuren wie Bernadette Sonnenbichler Ludger Engels, Christina Rast, Paul-Georg Dittrich, und Dominik Günther. Es folgten dramaturgische Tätigkeiten am Theater St. Gallen
Zwischen 2018 und 2020 fungierte Wolff zwei Jahre als Chefdramaturg am Stadttheater Gießen.
2020 ging er als Dramaturg als Teil des künstlerischen Leitungsteams an die Münchner Kammerspiele, wo er mit Regisseuren wie Visar Morina, Hans Block und Moritz Riesewieck arbeitete. 2022 wechselte er als künstlerischer Betriebsdirektor an die Akademie für Theater und Digitalität nach Dortmund. Ab der Spielzeit 2025/2026 ist Harald Wolff als Chefdramaturg am Staatstheater Nürnberg tätig.
Ab 2015 war Wolff Vorstandsmitglied der Dramaturgischen Gesellschaft, 2017 wurde er deren Vorstandsvorsitzender. Seit 2016 ist er wiederkehrendes Mitglied der Jury des Kleist-Förderpreises.